# Tiroteio em sinagoga de Jerusalém em 2023
O tiroteio em sinagoga de Jerusalém em 2023 ocorreu em 27 de janeiro de 2023, quando um atirador palestino matou pelo menos sete civis israelenses do lado de fora de uma sinagoga do assentamento israelense de Neve Yaakov em Jerusalém Oriental. De acordo com a polícia, o suspeito foi baleado e morto depois de abrir fogo contra os policiais. O Hamas reivindicou e celebrou o ataque, dizendo que foi uma retaliação a um ataque em Jenin no dia anterior.
Fontes palestinas e israelenses afirmaram que 42 a 50 pessoas foram presas desde o ataque.
O tiroteio ocorreu no Dia Internacional da Lembrança do Holocausto. É o ataque terrorista palestino mais mortífero desde o ataque da yeshivá de Jerusalém em 2008.

## Ataque

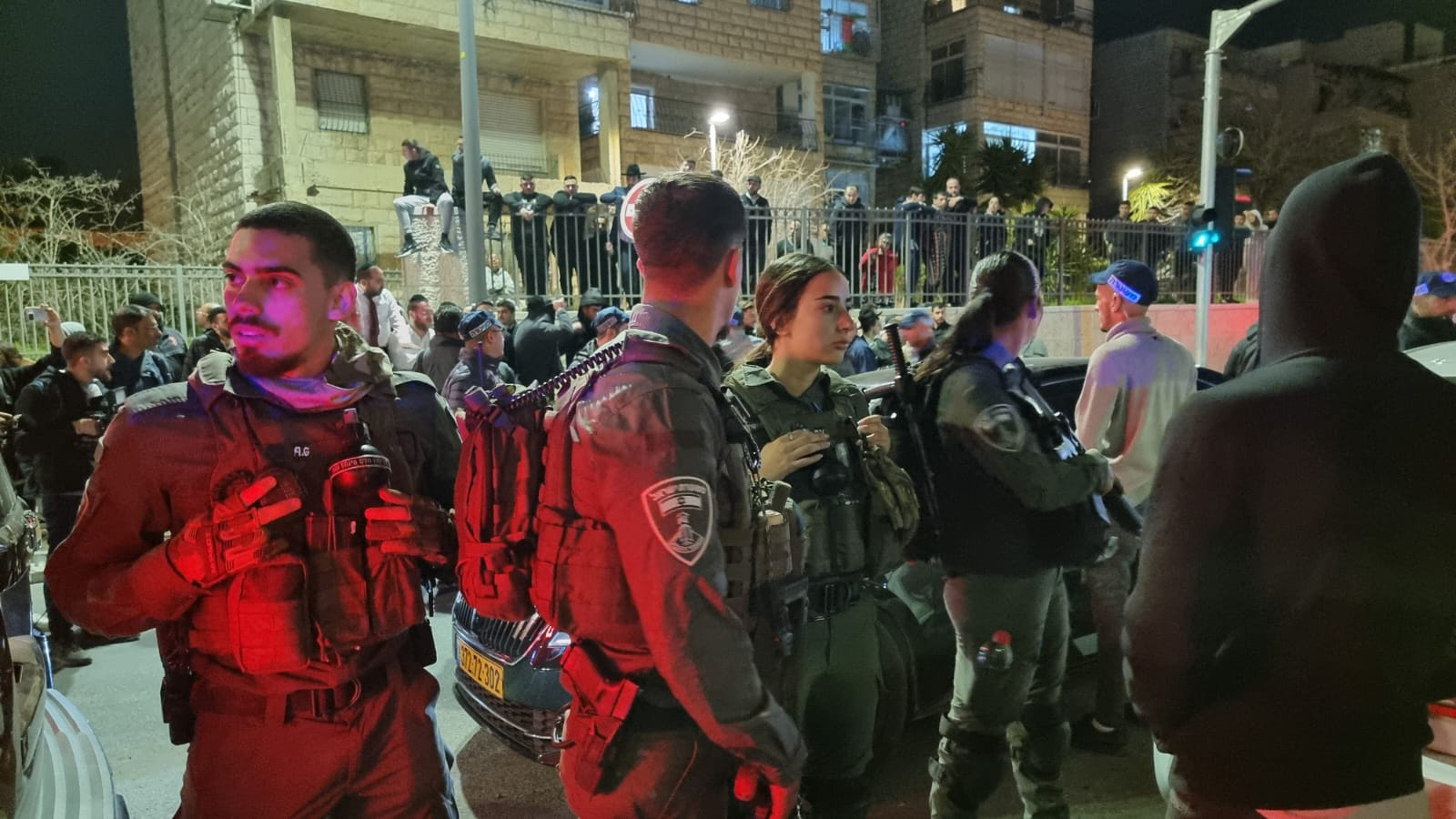
Políciais da guarda de fronteira Israelense no local do tiroteio.

De acordo com a polícia, por volta das 20h13, horário local, o atirador chegou de carro à sinagoga localizada no assentamento de Neve Yaakov, em Jerusalém, e esperou até que as orações do Shabbat terminassem. Ele atirou primeiro em uma mulher idosa e em um motociclista antes de abrir fogo contra as pessoas do lado de fora da sinagoga Ateret Avraham. O atirador então fugiu do local em direção ao bairro palestino de Beit Hanina, onde foi confrontado por policiais e morto a tiros após abrir fogo contra eles enquanto tentava fugir a pé.
Sete pessoas morreram no ataque, cinco homens e duas mulheres. As vítimas tinham idades compreendidas entre 20 e 70 anos. Pelo menos outras 10 pessoas ficaram feridas.
Segundo alguns moradores locais, a polícia demorou 20 minutos para chegar ao local do ataque. Alguns indivíduos expressaram sua decepção com o tempo de resposta. No entanto, a polícia negou a alegação e afirmou que os policiais chegaram ao local e mataram o atirador cinco minutos após receber os primeiros relatos de tiros.

## Perpetrador
O atirador foi identificado como Khairi Alqam, um morador de 21 anos de Jerusalém Oriental sem nenhum crime anterior relacionado a terrorismo.

## Consequências
Em 28 de janeiro de 2023, a polícia israelense, assim como fontes palestinas, confirmaram a prisão de 42 a 50 pessoas que estavam em conexão com o tiroteio na sinagoga no dia anterior, sendo a maioria membros da família do perpetrador.
No mesmo dia, outras duas pessoas também ficaram feridas em um ataque separado fora da Cidade Antiga. A polícia israelense disse que o atirador do ataque do dia 28, que havia sido "neutralizado", era um menino de 13 anos. O ataque ocorreu no bairro de Silwan, nos arredores da Cidade Antiga de Jerusalém. Os dois feridos foram um pai e um filho que estavam em "condição moderada a grave", acrescentou a polícia.
Em resposta aos dois ataques, as autoridades israelenses posicionaram oficiais de uma unidade antiterrorista "permanentemente" na área de Jerusalém para "responder prontamente a eventos excepcionais sempre que necessário".

## Reações
Dezenas de palestinos se reuniram em reuniões improvisadas em toda a Faixa de Gaza para comemorar o ataque. A cidade de Ramala, na Cisjordânia, e a localidade de Beit Hanina, em Jerusalém Oriental, relataram festividades semelhantes, incluindo tiros e buzinas de carros.
O secretário de Estado dos Estados Unidos, Antony Blinken, disse: "Os Estados Unidos condenam veementemente o terrível ataque terrorista". O vice-porta-voz do Departamento de Estado dos Estados Unidos, Vedant Patel, condenou o ataque, chamando-o de "absolutamente horrível".
O embaixador do Reino Unido em Israel, Neil Wigan, escreveu: "Estou chocado com os relatos do terrível ataque em Neve Yaakov esta noite. Atacar fiéis em uma sinagoga em Erev Shabat é um ato de terrorismo particularmente horrível. O Reino Unido está com Israel". O embaixador da União Europeia em Israel, Dimiter Tzantchev, condenou o tiroteio. Ele os descreveu como "violência sem sentido" e acrescentou: "Terror nunca é a resposta".
O porta-voz da Jihad Islâmica Palestina, Tariq Ezz El-Din, elogiou o que chamou de "operação suicida" e uma resposta ao "massacre de Jenin" no dia anterior. O porta-voz do Hamas, Hazem Qassem, também disse que o ataque foi uma vingança pelo ataque em Jenin. Ele se referiu ao ataque como "ação jihadista e de resistência na cidade de Jerusalém" e afirmou que a batalha contra a ocupação "continua e continua".